# HD16124
HD16124 — хімічно пекулярна зоря спектрального класу A3, що має видиму зоряну величину в смузі V приблизно 9,3.
Вона  розташована на відстані близько 1325,8 світлових років від Сонця.